# 奧爾比亞車站

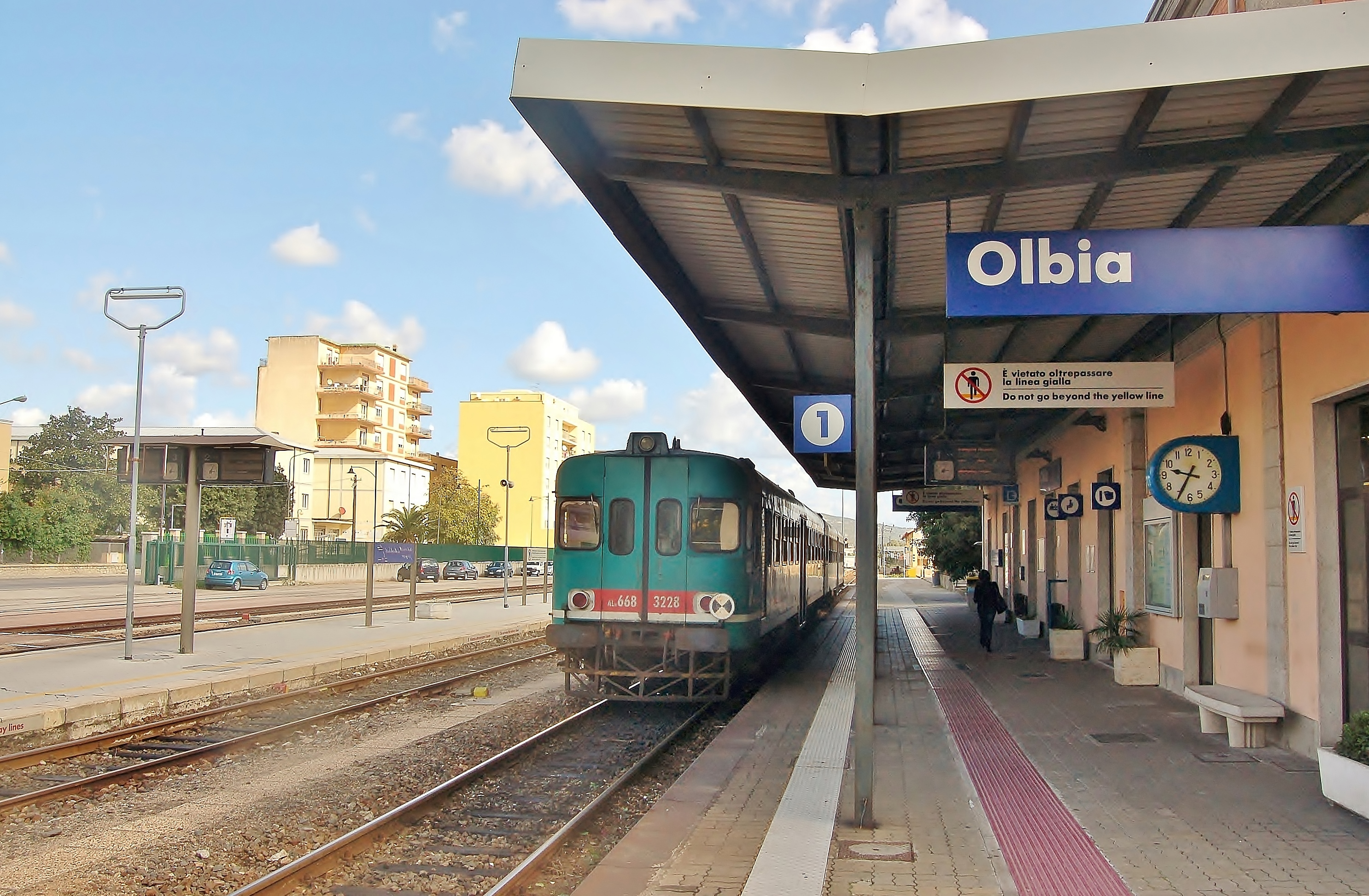
車站月台

奧爾比亞車站（義大利語：Stazione di Olbia）是義大利撒丁島奧爾比亞的主要鐵路車站，啟用於1881年。為撒丁島主要鐵路線卡利亞里-戈爾福阿蘭奇鐵路的一部分。